# Isoetopsida

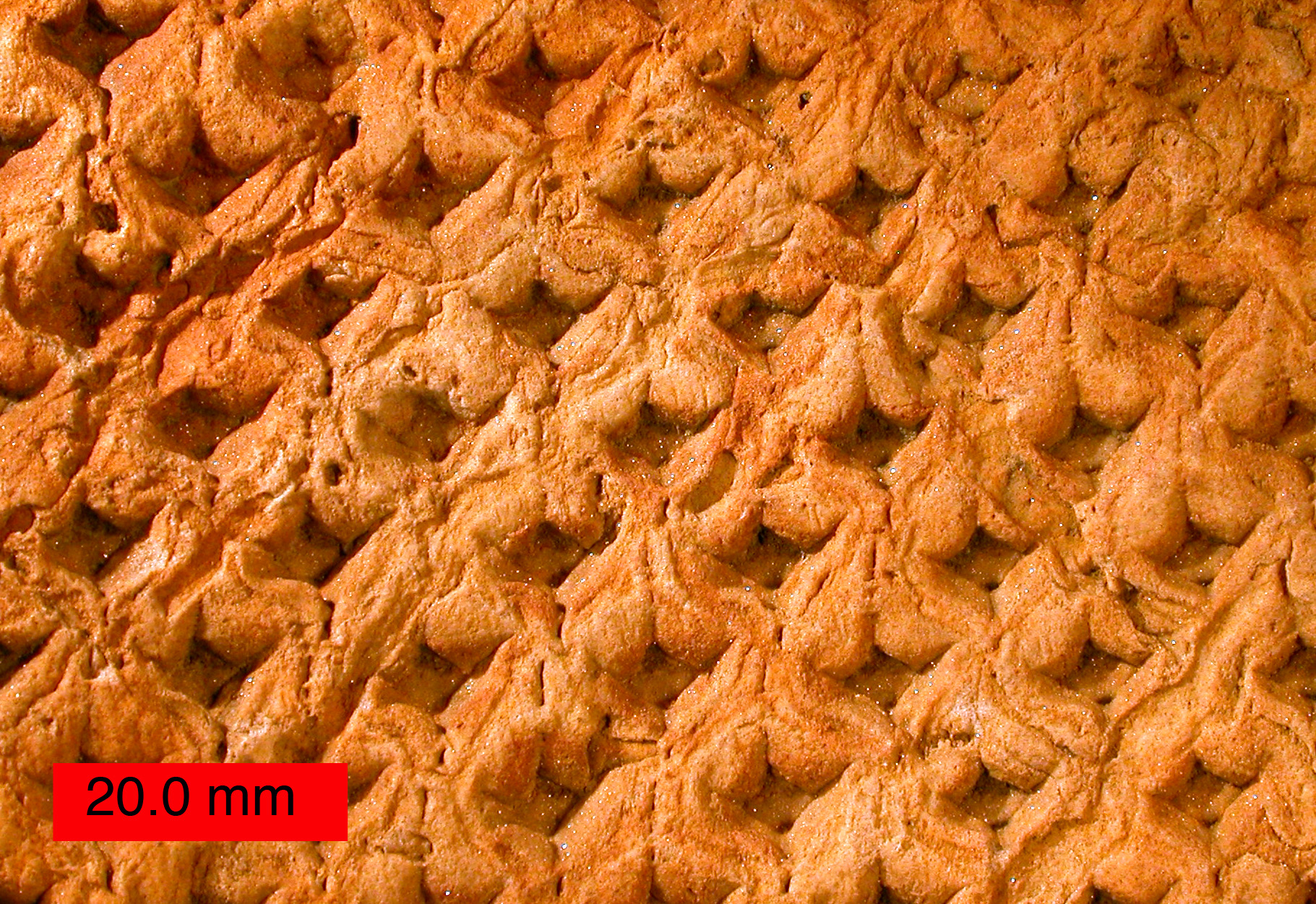
Molde externo de Lepidodendron do Carbonífero Superior de Ohio.

Isoetopsida (por vezes Selaginellopsida) é uma classe pertencente à divisão Lycopodiophyta que agrupa duas ordens extantes (Isoetales e Selaginellales), ambas monotípicas, com cerca de 900 espécies, a maioria das quais pertencentes ao género Selaginella. O grupo apresenta características basais em relação às plantas vasculares sendo considerado como representativo das linhagens dominantes na flora terrestre do Carbonífero. O géneros Isoetes aparenta ser o remanescente das maciças "árvores de escamas" (ordem Lepidodendrales) que foram abundantes nas terras húmidas do Carbonífero.

## Descrição
O agrupamento apresenta distribuição natural do tipo distribuição cosmopolita, embora a sua presença nos diversos habitats seja em geral considerada escassa ou rara.
Todas as espécies extantes deste grupo estão presentemente incluídas em dois géneros:
- Género Selaginella, da ordem Selaginellales, com cerca de 700 espécies consideradas validamente descritas;
- Género Isoetes, da ordem Isoetales, com cerca de 192 espécies validamente descritas.[3] Alguns botânicos dividem Isoetes segregando as duas espécies sul-americanas para o género Stylites.[2]

Em alguns sistemas de classificação clássicos os membros deste grupo foram por vezes colocados em taxa distintos, nomeadamente nas classes Selaginellopsida ou Lycopodiopsida (que nas modernas classificações é o grupo irmão de Isoetopsida). Apesar de alguns especialistas preferirem a designação Selaginellopsida A.B. Frank 1877, que tem prioridade sobre "Isoetopsida", já que aquela apenas foi publicada em 1885. Contudo, o princípio da prioridade não tem aplicação obrigatória acima do nível taxonómico de família, pelo que artigos mais recentes têm preferido o uso da designação "Isoetopsida" porque "Selaginellopsida" por vezes foi utilizada de forma ambígua, por vezes com a circunscrição taxonómica aqui apresentada para Isoetopsida ou estar reduzida apenas à ordem Selaginellales. O cladograma que se segue apresenta a estrutura do agrupamento na sua presente circunscrição:
|  | Lycopodiales      |
|  |                   |
|  | Drepanophycales † |
|  |                   |

|  | Lepidodendrales †                                          |
|  |                                                            |
|  | \| \| Pleuromeia † \| \| \| \| \| \| Isoetales \| \| \| \| |
|  |                                                            |
|  | Pleuromeia †                                               |
|  |                                                            |
|  | Isoetales                                                  |
|  |                                                            |

|  | Pleuromeia † |
|  |              |
|  | Isoetales    |
|  |              |

|  | Lepidodendrales †                                          |
|  |                                                            |
|  | \| \| Pleuromeia † \| \| \| \| \| \| Isoetales \| \| \| \| |
|  |                                                            |
|  | Pleuromeia †                                               |
|  |                                                            |
|  | Isoetales                                                  |
|  |                                                            |

|  | Pleuromeia † |
|  |              |
|  | Isoetales    |
|  |              |

|  | Lycopodiales      |
|  |                   |
|  | Drepanophycales † |
|  |                   |

|  | Lepidodendrales †                                          |
|  |                                                            |
|  | \| \| Pleuromeia † \| \| \| \| \| \| Isoetales \| \| \| \| |
|  |                                                            |
|  | Pleuromeia †                                               |
|  |                                                            |
|  | Isoetales                                                  |
|  |                                                            |

|  | Pleuromeia † |
|  |              |
|  | Isoetales    |
|  |              |

|  | Lepidodendrales †                                          |
|  |                                                            |
|  | \| \| Pleuromeia † \| \| \| \| \| \| Isoetales \| \| \| \| |
|  |                                                            |
|  | Pleuromeia †                                               |
|  |                                                            |
|  | Isoetales                                                  |
|  |                                                            |

|  | Pleuromeia † |
|  |              |
|  | Isoetales    |
|  |              |

O grupo mais famoso de Isoetopsida são as "árvores de escamas" (ordem Lepidodendrales), que inclui Lepidodendron. Estas árvores maciças foram abundantes nas terras húmidas do Carbonífero. O género Isoetes é considerados por alguns o último vestígio de tais árvores fósseis, com as quais partilha algumas características pouco comuns, incluindo o desenvolvimento de madeira e súber, um sistema de rebentos que funciona como raiz, crescimento bipolar e posição vertical.